# Astroni
Az Astroni-kráter Olaszország Campania régiójában található, Pozzuoli városa mellett, a campaniai vulkáni ív tagja. A Campi Flegrei legnagyobb krátere. Átmérője  körülbelül 2 km, legmagasabb pontja 255 méter. A kráterben található krátertó a Lago Grande (Nagy-tó). A kráter környéke természetvédelmi terület.